# Rocher de l'Aygue
Le rocher de l'Aygue est un sommet des monts du Cantal dans le Massif central.

## Géographie

### Situation
Le rocher de l'Aygue est situé sur une ligne de crête entre le suc Gros et le suc de Rond, sur la commune du Falgoux.

### Hydrographie
La Véronne y prend sa source sur son versant nord-oriental.

## Activités

### Protection environnementale
Le sommet est inclus dans le site Natura 2000 « Massif cantalien », dans la ZNIEFF de type 2 « Monts du Cantal », ainsi que dans la ZNIEFF de type 1 « Roche de l'Aygue et suc Gros ».

### Randonnée
Le sentier de grande randonnée 400 l'approche à l'est.